# Andreas Mechel
Andreas Mechel (* 21. November 1991 in Tegernsee) ist ein deutscher Eishockeytorwart, der seit der Saison 2023 bei dem SC Riessersee in der Eishockey-Oberliga unter Vertrag steht.

## Karriere
Andreas Mechel begann seine Karriere als Eishockeyspieler in der Nachwuchsabteilung des TEV Miesbach, für dessen Seniorenmannschaft er in der Saison 2008/09 zu seinen ersten Einsätzen in der drittklassigen Eishockey-Oberliga kam. Nach dem Abstieg in die Bayerische Eishockey-Liga spielte der Torwart mit Miesbach zwei Jahre lang in der vierten Spielklasse. Zur Saison 2011/12 wurde er vom SC Bietigheim-Bissingen aus der 2. Eishockey-Bundesliga verpflichtet. Den Großteil der Spielzeit verbrachte er bei deren Nachwuchsmannschaft in der Junioren-Bundesliga, gab parallel jedoch auch sein Debüt für die Profimannschaft in der 2. Bundesliga. In der Saison 2012/13 stand er ebenfalls im Aufgebot des Profiteams des SC Bietigheim-Bissingen.
Zwischen 2017 und Dezember 2019 stand er beim EC Bad Tölz unter Vertrag, anschließend kurz beim VER Selb und seit Mitte Januar 2020 bei den Starbulls Rosenheim.